# Истра (футбольный клуб, Хорватия)
1. перенаправление Истра 1961

(Пометьте на Викиданных ссылку на это перенаправление как намеренную.) 